# Bodajk
Bodajk é uma cidade da Hungria, situada no condado de Fejér. Tem 28,98 km² de área e sua população em 2019 foi estimada em 4.066 habitantes.